# Perpetuus van Milaan
De heilige Perpetuus, bisschop van Milaan was een priester in de late vijfde eeuw. Hij stond volgens Gregorius van Tours aan de wieg van de traditie om tussen Sint-Maarten (11 november) en het Kerstfeest, de advent, drie dagen per week te vasten.
Het is mogelijk dat de bisschop een oude traditie codificeerde.
Tot in de 16e eeuw werd een aan hem toegeschreven schedel in een zilveren reliekschrijn in de vorm van een schedel in de Grote Kerk in Veere bewaard.